# アンドヴァリ

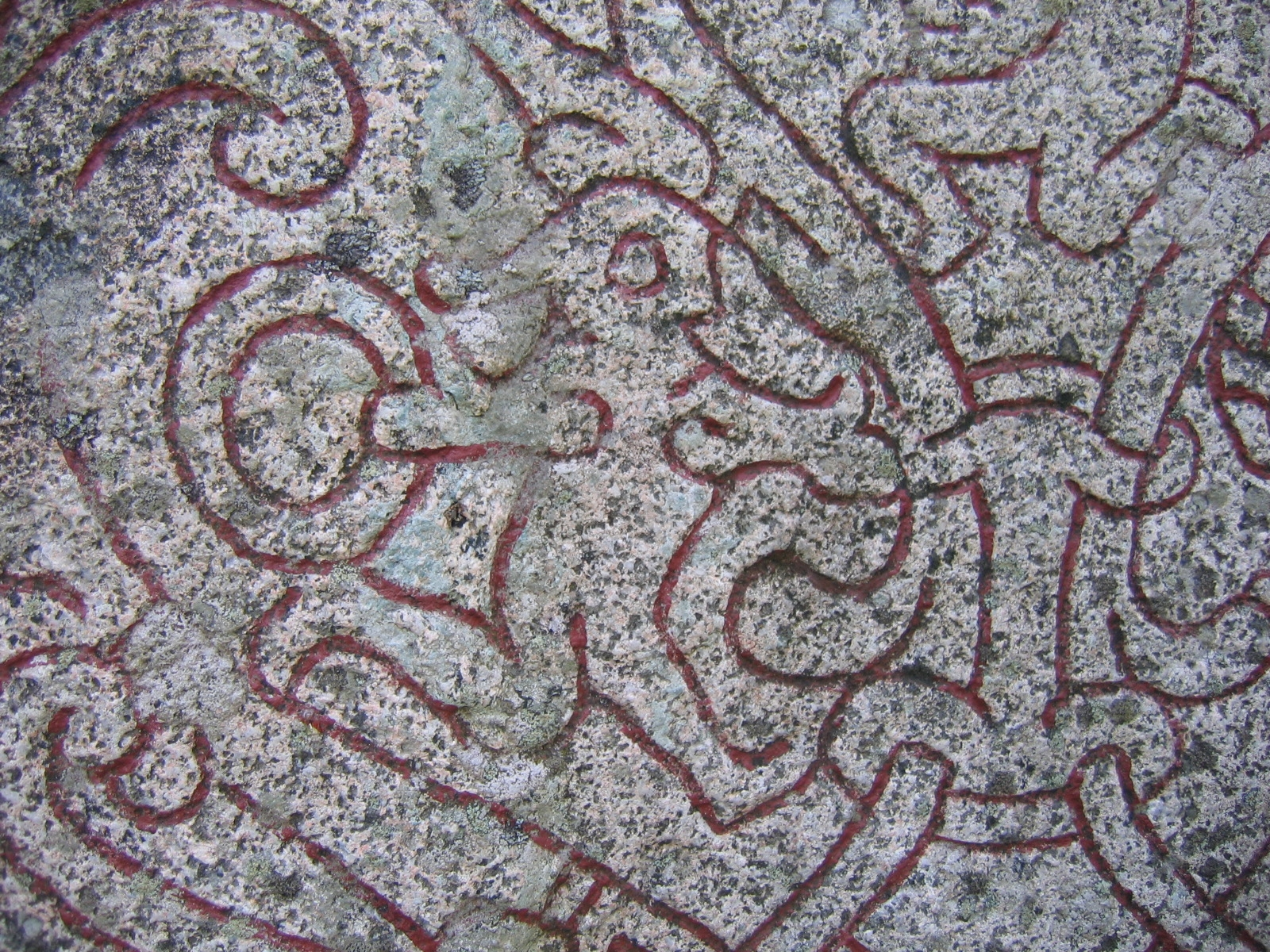
アンドヴァリが捕らえられた場面が描かれたシグルズ・ストーン（en）の一部分。

アンドヴァリ（古ノルド語: Andvari、「吝嗇なもの」の意）は、北欧神話に登場するドワーフである。彼は滝の近くに住み、自らの意志で魚に変身する能力があり、富をもたらす魔法の指輪アンドヴァラナウトを所有していた。
ドワーフのオトを殺害したために父フレイズマルに彼の賠償を求められたロキは、ラーンから与えられた網を使ってカワカマスに変身したアンドヴァリを捕え、彼の黄金を全部引き渡すように強要した。アンドヴァリはアンドヴァラナウトを隠したが、ロキに見とがめられ取り上げられてしまった。彼はアンヴァラナウトは財産を増やせる魔法の指輪であることを告げ、返してくれるようロキに懇願したが叶わなかった。アンドヴァリは指輪の恩恵が他者にもたらされないように、それを手に入れた者は破滅するという呪いをかけた。ロキはフレイズマルに黄金を引き渡した後で指輪の呪いの事実を伝えた。
ブリュンヒルドとシグルズの死後、グンナルは黄金を洞窟へ残した。アンドヴァリは洞窟を発見し黄金を取り戻したが、彼の指輪は永遠に失われた。
リヒャルト・ワーグナーの楽劇、ニーベルングの指環の作品群では、アルベリッヒの特徴のいくらかはアンドヴァリに基づいている。しかし、より多くの部分はフランクの魔法使いアルベリッヒに由来している。